# Åke Fridell
Åke Fridell (Gävle, 23 giugno 1919 – Stoccolma, 26 agosto 1985) è stato un attore svedese.

## Filmografia parziale
- Piove sul nostro amore (Det regnar på vår kärlek), regia di Ingmar Bergman (1946)
- La terra del desiderio (Skepp till Indialand), regia di Ingmar Bergman (1947)
- Främmande hamn, regia di Hampe Faustman (1948)
- La prigione (Fängelse), regia di Ingmar Bergman (1949)
- Solo una madre (Bara en mor), regia di Alf Sjöberg (1949)
- Huset nr 17, regia di Gösta Stevens (1949)
- Monica e il desiderio (Sommaren med Monika), regia di Ingmar Bergman (1953)
- Una vampata d'amore (Gycklarnas afton), regia di Ingmar Bergman (1953)
- Sorrisi di una notte d'estate (Sommarnattens leende), regia di Ingmar Bergman (1955)
- Il settimo sigillo (Det sjunde inseglet), regia di Ingmar Bergman (1957)
- Il posto delle fragole (Smultronstället), regia di Ingmar Bergman (1957)
- Rabies, regia di Ingmar Bergman (1958)
- Il volto (Ansiktet), regia di Ingmar Bergman (1958)
- Le pecorelle del reverendo (Kyrkoherden), regia di Torgny Wickman (1970)

## Doppiatori italiani
- Carlo Romano in Sorrisi di una notte d'estate, Il volto
- Giorgio Capecchi in Il settimo sigillo